# Cancionero general
Il Cancionero general o Cancionero general de Hernando del Castillo è un canzoniere in lingua spagnola.

## Storia
Il Cancionero general raccoglie testi risalenti all'alto Medioevo e al primo Rinascimento e in maggioranza composti in Castilla y León durante il regno di Enrico IV e dei Re cattolici. Fu ricompilata da Hernando del Castillo a partire dal 1490 e stampata per la prima volta nel 1511 con il titolo di Cancionero general de muchos y diversos autores, ottenendo un grande successo. Nell'opera è ampiamente rappresentata la poesia spagnola del XV secolo e la lirica dei canzonieri e si nota anche l'influenza della poesia italiana del tempo. Le liriche del Cancionero erano composte con l'obiettivo di essere recitate per intrattenere la corte.
Una nuova edizione del libro fu pubblicata con il titolo di Cancionero de romances tra il 1547 e il 1548 dal tipografo di Anversa Martin Nucio.